# Watch Out Stampede
Watch Out Stampede est un groupe allemand de post-hardcore, originaire de Brême.

## Histoire
Watch Out Stampede est formé en 2011 à Weyhe, en Basse-Saxe. La formation actuelle est composée de quatre membres : Andreas Hildebrandt (chant), Dennis Landt (chant, guitare), Stefan Poggensee (basse) et Tolga Özer (batterie). Watch Out Stampede est issu d'un groupe appelé The Glues. Le groupe sort son premier EP From Hoes and Heroes sur CD. La même année, Sky Burns Red est le premier clip vidéo. Grâce à des concours de groupes locaux et des festivals plus importants comme le Reload Festival à Sulingen, et le Rock den Lukas à Tarmstedt, le groupe attire l'attention des médias locaux et de la scène allemande dans son ensemble.
En 2014, le groupe signe son premier contrat de distribution avec Noizgate Records et publie trois albums studio et un LP au cours des années suivantes. Reacher sort le 13 juin 2014, Tides le 25 septembre 2015, SVTVNIC le 24 mars 2017 et Watch Out Stompete Vinyl Edition le 7 décembre 2018. Pour cela, le groupe publie divers clips. Les albums studio et les clips sont réalisés en grande partie par eux. Une exception est l'album SVTVNIC, qui est mixé et masterisé dans les studios Chamäleon par Eike Freese et Alexander Dietz, guitariste de Heaven Shall Burn.
Watch Out Stampede publie des reprises et de clips des titres Die Young de Kesha (2013) et Outside d'Ellie Goulding (2015), qui ne apparaissent sur aucun album pour des raisons de droits de licence. En avril 2019, le groupe signe un contrat d'enregistrement avec le label discographique allemand Redfield Records.
Watch Out Stampede se produit avec des groupes comme Electric Callboy, The Black Dahlia Murder, The Browning ou Emil Bulls et bien d'autres, ainsi que lors de grands festivals comme le Wacken Open Air, le Deichbrand, Vainstream et Open Flair. La formation passée du groupe comprend Kai Bührmann (guitare), Torben Budelmann (basse) et Jendrik Grube (guitare).

## Style musical
Le groupe décrit son style comme du post-hardcore. Le magazine Deepground estime que l'album SVTVNIC rappelle les groupes de metalcore de ces dernières années et écrit qu'il s'agit de post-metal à tendance hardcore. Le style musical du groupe se compose de chants clairs, de breakdowns et de moshparts, typiques du genre, et utilise également des instruments de la musique électronique comme des synthétiseurs et des samplers. Les textes du groupe traitent de thèmes à tendance sombre, comme la douleur, la perte, la vengeance, mais ils contiennent également des critiques sociales ou décrivent des relations amicales. 

## Discographie
- 2011 : From Hoes and Heroes (EP)
- 2014 : Reacher (album, Noizgate Records)
- 2015 : Tides (album, Noizgate Records)
- 2017 : SVTVNIC (album, Noizgate Records)
- 2018 : Watch Out Stampede (album, Noizgate Records)
- 2019 : Northern Lights (album, Redfield Records)